# Campeonato Panamericano Femenino de Clubes de Básquetbol
El Campeonato Panamericano Femenino de Clubes de Básquetbol fue un torneo de baloncesto oficial que se desarrolló entre 1994 y 1996. El equipo que obtuvo el campeonato en más ocasiones fue el Clube Atlético Sorocaba, con 3 títulos.

## Campeonatos
| Ed. | Año  | Sede     | Campeón                          | Subcampeón                                      |
| I   | 1994 | Sorocaba | Clube Atlético Sorocaba · Brasil | Trinity Valley Community College Estados Unidos |
| II  | 1995 | Sorocaba | Clube Atlético Sorocaba · Brasil | Chicago Challengers Estados Unidos              |
| III | 1996 | Sorocaba | Clube Atlético Sorocaba · Brasil | Club Atlético Vélez Sarsfield Argentina         |

## Equipos participantes
| Edición | Participantes | País                    | Representantes                   |
| ------- | ------------- | ----------------------- | -------------------------------- |
| 1994    | 6             | Argentina               | Newell's Old Boys                |
| 1994    | 6             | Brasil                  | Clube Atlético Sorocaba          |
| 1994    | 6             | Canadá                  | Official Sports Club             |
| 1994    | 6             | Estados Unidos          | Trinity Valley Community College |
| 1994    | 6             | Honduras                | Nacional de Ingenieros           |
| 1994    | 6             | México                  | México All Star                  |
| 1995    | 6             | Argentina               | Club Atlético Vélez Sarsfield    |
| 1995    | 6             | Brasil                  | Clube Atlético Sorocaba          |
| 1995    | 6             | Canadá                  | Official Sports Club             |
| 1995    | 6             | Estados Unidos          | Chicago Challengers              |
| 1995    | 6             | México                  | Club México de Baloncesto        |
| 1995    | 6             | Puerto Rico             | Isabela Basketball Club          |
| 1996    |               | Argentina               | Club Atlético Vélez Sarsfield    |
| 1996    | Brasil        | Clube Atlético Sorocaba |                                  |

## Palmarés

### Títulos por equipo
| Equipo                  | País   | Títulos | Subtítulos | Años Campeón     |
| ----------------------- | ------ | ------- | ---------- | ---------------- |
| Clube Atlético Sorocaba | Brasil | 3       | 0          | 1994, 1995, 1996 |

### Títulos por país
| País           | Títulos | Subtítulos |
| -------------- | ------- | ---------- |
| Brasil         | 3       | 0          |
| Estados Unidos | 0       | 2          |
| Argentina      | 0       | 1          |